# 石田城
石田城（いしだじょう）は、長崎県五島市池田町にあった日本の城。城跡は長崎県指定史跡。城内に残る五島氏庭園は国の名勝に指定されている。福江城とも記される。続日本100名城の1つ。

## 概要
幕末の1863年に福江藩最後の藩主五島盛徳が完成させた五島氏の居城。現在は五島市の中心街に位置しているが、築城当時は四方を海に囲まれる出城となっていた海城であった。幕末期の海上防衛や異国船の来訪に備えるため、城内には台場（砲台）が設けられていた。松前城とともに幕末の城郭として貴重なものである。
本丸、二ノ丸、北ノ丸からなり、内堀、外堀がめぐらされた。天守はなかったが、本丸の二重櫓がその代用とされた。城の裏門である蹴出門（けだしもん）は、部品や木材の交換を重ねながらも現存する。また、土塀の一部や石橋も現存している。石垣は野面積み工法を多用しており、自然石も積み上げられている。

## 沿革

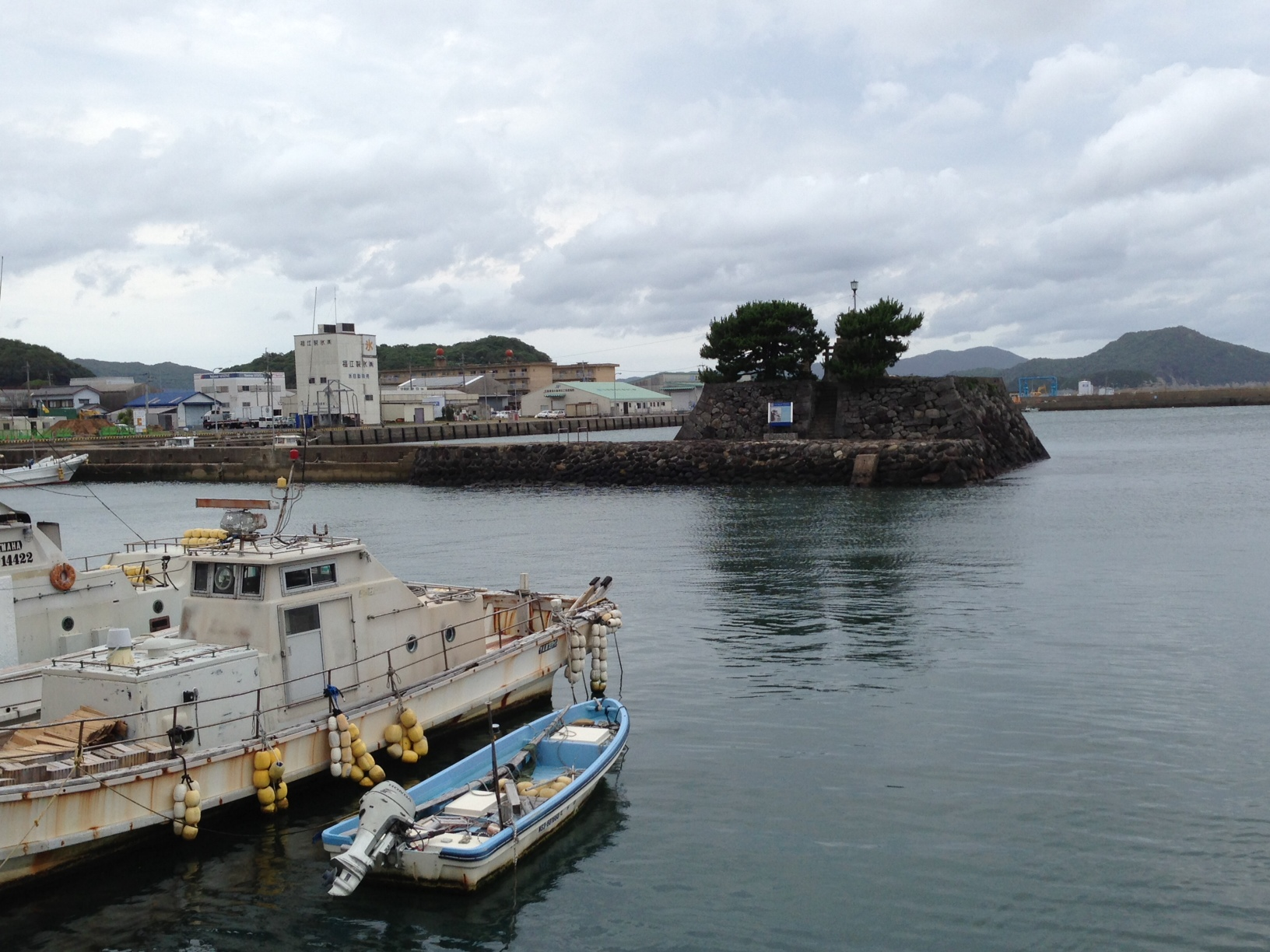
常灯鼻（2013年6月撮影）

1614年（慶長19年）に、五島氏の当時の居城・江川城が焼失。代わって1637年（寛永14年）に石田陣屋を藩庁にした。五島氏は築城を幕府に願い続けたが、藩の財政難もありなかなか実現しなかった。しかし幕末の1849年（嘉永2年）、異国船を監視し、海上防衛に備えるとの目的で、五島盛成の代に築城が認められた。盛成は海辺への築城に際し、福江川河口に、今日でいう灯台にあたる常夜灯「常灯鼻」を1846年（弘化3年）に建設、さらに波の影響から城を守るため、陸へと続く導水堤（防波堤）を1848年（嘉永元年）に完成させていた。日本初の海城である高松城に続いての海城の築城には財政難や海沿い特有の問題もあり、竣工までに14年の歳月を要したが、富江藩などからの資金援助もあり、1863年（文久3年）、第11代藩主・盛徳の代になり、ようやく念願であった居城（現代日本で最も新しく完成した城）が完成された。
その後、本丸跡に長崎県立五島高等学校、北の丸跡に五島観光歴史資料館や五島市福江文化会館が建てられ、二の丸跡には五島氏庭園が往時の姿を今に伝えている。
2017年（平成29年）4月6日、続日本100名城（187番）に選定された。

## 五島氏庭園
二の丸の位置に現在も残っており、一般公開されている。見学は有料。盛成により構想が練られたといわれている。安政5年（1858年）から2年の歳月をかけ、盛成の隠居所として造られた。鹿苑寺（金閣寺）を模した林泉式庭園という回遊式の庭園である。京都の僧、善章に造らせた。庭石と築山はすべて鬼岳の溶岩を用いた特徴的なものである。植栽にビンロウジュ、ソテツ、オオタニワタリ、キンモクセイなど南方の植物を配している点も特徴である。「心」の文字をかたどった池は、心字が池と呼ばれている。
国の名勝に指定された理由として、「江戸期の日本庭園の地方伝播の具体例」「城郭内の庭園は現存例が少ない」「作庭時期が文献に明記されている」「建物が庭園とともに保存されている」などが挙げられている。